# Karkar-Yuri jezik
Karkar-Yuri jezik (karkar, yuri; ISO 639-3: yuj), papuanski jezik kojim govori 1 140 ljudi (1994 SIL) u Papui Novoj Gvineji u provinciji Sandaun. Donedavno se vodio kao izolirani jezik, a po novoj klasifikaciji pripada istočnoj skupini pauwaske porodice. 
Postoje tri dijalekta: sjeverni centralni yuri, auia-tarauwi i usari. Pismo: latinica.

## Vanjske poveznice
- Ethnologue (14th)